# L'Archevêque (Cap-Breton)
Pour les articles homonymes, voir L'Archevêque.
 L'Archevêque  est une communauté acadienne sur la route 247 dans le comté de Richmond au Cap-Breton.